# Дрижд, Николай Александрович
Николай Александрович Дрижд (29 декабря 1927, Саратов — 31 января 2022, Караганда) — советский учёный, доктор технических наук (1989), профессор (1989).

## Биография
Окончил Днепропетровский горно-металлургический институт (1953).
В 1953—1957 гг. работал на шахте начальником участка производственного объединения «Карагандауголь», в 1957—1961 гг. — главный инженер шахты, в 1961—1964 гг. — директор шахты. В 1964—1967 годах — начальник треста «Сараньуголь», в 1967—1976 годах — директор шахты, в 1976—1989 годах занимал должность директора по производству и генерального директора производственного объединения «Карагандауголь».
С 1989 года — профессор Карагандинского политехнического института (ныне Карагандинский технический университет).
Скончался 31 января 2022 года.

## Научная деятельность
Основные труды касаются изучения добычи угольных пластов открытым и подземным способами, технологий и механизмов, совершенствования, внедрения их новых видов; повышения эффективности разработки месторождений природных и материально-технических ресурсов в условиях рыночных отношений, эффективного использования угля, добычи угля в Карагандинском угольном бассейне, организации и реорганизации отрасли.

## Награды и звания
Дважды Лауреат Государственной премии СССР (1972, 1988), два ордена Ленина, орден Трудового Красного Знамени, многие ордена и медали.
Премия имени академика А. А. Скочинского за работу «Создание системы повышения безопасности угольных шахт на основе адаптивного метода мониторинга углепородного массива».